# Gigantisme
El gigantisme o gegantisme és una malaltia hormonal causada per l'excessiva secreció de l'hormona del creixement, durant l'edat del creixement, abans que es tanqui l'epífisi de l'os. Si passa després, rep el nom d'acromegàlia.
El gegantisme és el creixement desmesurat especialment de braços i cames causat per un mal funcionament de la glàndula hipòfisi, acompanyat del corresponent creixement en alçada de tot el cos. Quan apareix en la infància abans que l'ossificació normal hagi finalitzat, el seu origen sol raure en una sobreproducció de l'hormona del creixement per part de la hipòfisi anterior. Els defectes hereditaris que impedeixen l'ossificació normal durant la pubertat permeten que el creixement continuï, el que produeix gegantisme. A causa que l'hormona del creixement disminueix la capacitat de secreció de les gònades, el gegantisme sol estar acompanyat del debilitament de les funcions sexuals i rep llavors el nom de gegantisme eunucoide. No obstant això, pot haver-hi gigantisme sense aquestes alteracions sexuals. Els individus afectats per qualsevol tipus de gegantisme presenten debilitat muscular.